# Josiah Tattnall

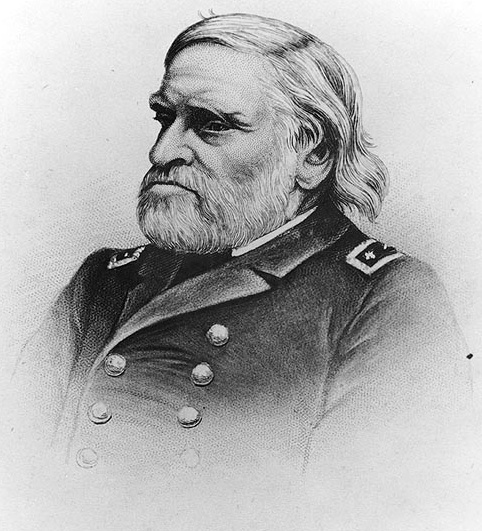
Josiah Tattnall

Comandante Josiah Tattnall Jr. (14 de Junho de 1794 - 14 de Junho de 1871) foi um oficial da Marinha dos Estados Unidos durante a Guerra de 1812, a Guerra Mexicano-Americana, entre outras. Mais tarde serviu no Confederate Navy durante a Guerra Civil Americana.